# Estación de Vendrell
Vendrell (en catalán y según Adif, El Vendrell) es una estación de la línea R4 de Rodalies Renfe de Barcelona y de la Línea RT2 de Rodalies Renfe de Cercanías del Campo de Tarragona situada en la localidad de Vendrell, dentro del término municipal del mismo nombre.
Es una de las estaciones de la llamada línea de Villafranca que une Barcelona con San Vicente de Calders por el interior.
La cadencia de paso de los trenes en esta estación es de 60 minutos en hora valle y de 30 en hora punta.
| << cabecera                    | < estación             | línea | estación > | cabecera >>     |
| ------------------------------ | ---------------------- | ----- | ---------- | --------------- |
| Rodalies de Catalunya de Renfe |                        |       |            |                 |
| San Vicente de Calders         | San Vicente de Calders |       | Arbós      | Tarrasa Manresa |
| Cambrils                       | San Vicente de Calders |       | Arbós      | Arbós           |